# Haplochromis saxicola
Haplochromis saxicola är en fiskart som beskrevs av Greenwood, 1960. Haplochromis saxicola ingår i släktet Haplochromis och familjen Cichlidae. IUCN kategoriserar arten globalt som otillräckligt studerad. Inga underarter finns listade i Catalogue of Life.